# Aechminabolbina
Aechminabolbina is een geslacht van uitgestorven kreeftachtigen uit de klasse van de Ostracoda (mosselkreeftjes).

## Soorten
- Aechminabolbina cornuta (Ruedemann, 1901) Schallreuter, 1976 †
- Aechminabolbina curta (Ulrich, 1890) Schallreuter, 1976 †